# Amager
Amager ([ˈɑmɑːˀ], [ˈɑmæːˀ(j)ɐ] Ama'r) es una isla de Dinamarca ubicada en el Oresund, situada entre los cantones de Kalvebod, Drogden y Københavns Kommune, en parte. La parte septentrional está ocupada por parte de la aglomeración del área metropolitana de Copenhague a cuyo centro está unida por dos puentes.
En Amager se encuentran varios barrios de Copenhague, como Islands Brygge, Tårnby, Kastrup, Amagerbro, Sundby y Ørestad, además del pueblo de Dragør o la antigua zona industrial Refshaleøen situada en el puerto de Copenhague, la cual originalmente era conocida como una isla individual hasta que pasó a considerarse una parte de la gran isla de Amager. En Kastrup está el aeropuerto de Copenhague. A pesar de esto, gran parte de la isla consiste en un parque natural: Naturpark Amager, un conjunto de bosques únicos en Dinamarca, extensos prados y un lago que se ha ganado la calificación de Natura 2000 por su importancia para aves migratorias. Pese a la gran riqueza natural, este parque fue creado al drenar parte del fondo marino en los años 50 para crear una zona de entrenamiento militar. Esta isla, sin embargo, se considera la zona de expansión de Copenhague, y de hecho se están construyendo barriadas enteras con edificios muy modernos. 
En la zona Este está la playa de Amager, Amagerstrand, de construcción artificial, con un paseo marítimo, puerto deportivo, y una construcción de madera a cierta distancia de la orilla que sirve para que en verano los bañistas jueguen.
En la zona centro-oeste, Vestamager, se están construyendo edificios con una arquitectura moderna y futurista, orientada a viviendas y oficinas. Entre edificios famosos están el Mountain Dwellings y el VM Dwellings. También está parte de la Universidad de Copenhague. Esta zona está escasamente poblada, y los periódicos locales hacen propaganda para que la gente se desplace allí.
Amager es el punto de partida del Drodgentunel, túnel que, en medio del estrecho de Øresund, sale a la superficie en la isla de Peberholm y se convierte en el puente de Oresund.
- Datos: Q210396
- Multimedia: Amager / Q210396